# لوريل هيستر
لوريل هيستر (بالإنجليزية: Laurel Hester)‏ هي ضابطة شرطة وناشطة حقوقية أمريكية، ولدت في 15 أغسطس 1956 في إلجين في الولايات المتحدة، وتوفيت في 18 فبراير 2006 في بوينت بليزانت في الولايات المتحدة بسبب سرطان الرئة. لفتت انتباه الرأي العام على المستوى الوطني عندما طالبت، وهي على فراش الموت، بتوسيع أحقية قبض استحقاقاتها التقاعدية لتشمل شريكتها في المساكنة.

## وصلات خارجية
- لوريل هيستر على موقع IMDb (الإنجليزية)